# 羅基隧道

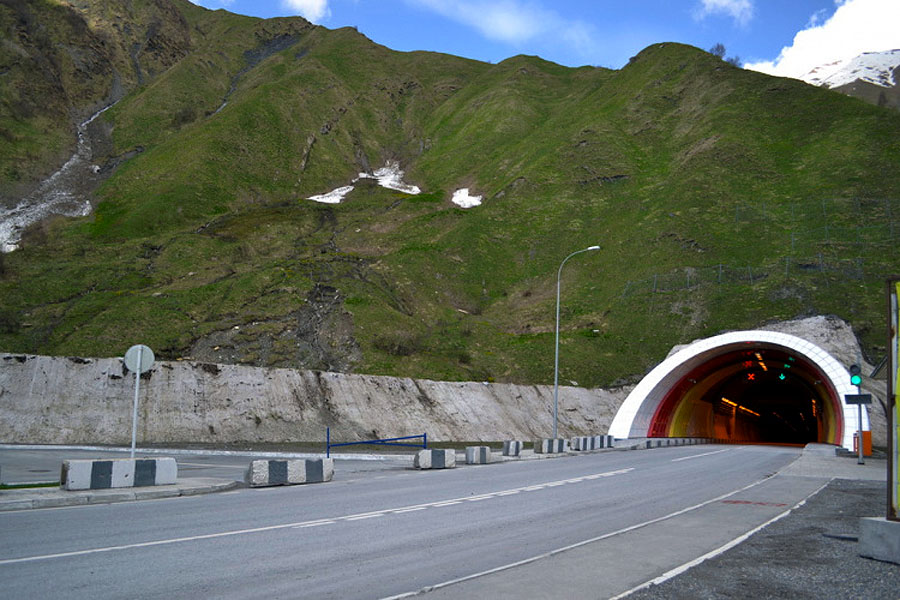
隧道南边进出口

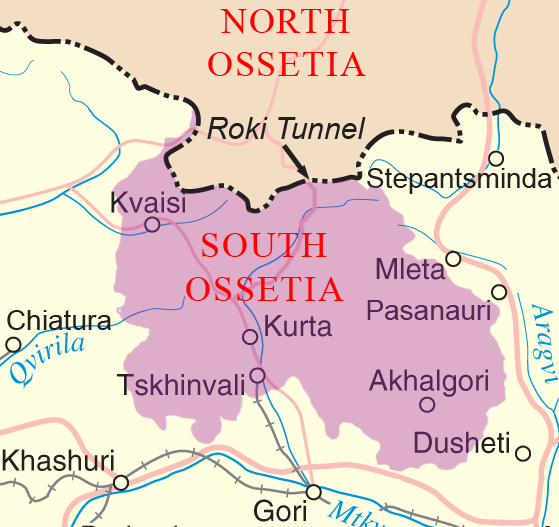
南奥塞梯地图，并显示罗基隧道（Roki Tunnel）

羅基隧道，或称为罗克斯基隧道，是一条属于泛高加索公路，穿越大高加索山脉的高山隧道，最北端是上罗卡村（Upper Roka）。这是唯一一条连接俄罗斯北奧塞提亞和格鲁吉亚分裂势力南奥塞梯的通道。隧道在北奧塞提亞下扎拉马格开始载人，有时称为罗基—下扎拉马格过境线。
隧道在1984年由苏联建成，并是少数几个穿越北高加索的线路之一。隧道大约海拔2000米，长3730米，在靠近罗基山口时，海拔3000米，并只能在夏季使用。其他穿越北高加索的线路包括在2006年6月关闭的穿越格鲁吉亚和俄罗斯的卡兹别吉—Verkhni Lars海关检查站的格鲁吉亚军用道路，和格鲁吉亚认为非法运作的位于阿布哈兹的穿越甘蒂亚迪—阿德列尔的路线 。
这条隧道在整个喬治亞—奧塞提亞衝突中起到重要作用。南奥塞梯当局把这条隧道的过境费当做他们的主要收入来源。美国支持下的格鲁吉亚政府呼吁在南奥塞梯一端的隧道交由国际监督员控制，而不是南奥塞梯分裂势力与俄罗斯维和部队。自从俄罗斯自2006年6月封锁了卡兹别吉—Verkhni Lars海关检查站后，罗基隧道成为了连接南奥塞梯和俄罗斯的唯一通道。
该隧道在俄格战争中受到损害，并在战后得以重建。重建工作花了两年半时间，在2015年10月完工。